# Ernst-Eberhard Manski
Ernst-Eberhard Manski (geboren 1954 in Minden) ist ein deutscher Schriftsteller, Übersetzer, Skandinavist und Historiker. Er wurde seit 2004 bekannt als Autor zahlreicher Science-Fiction-Erzählungen, die er in Zeitschriften und Anthologien meist unter dem Pseudonym Edgar Güttge veröffentlichte. 2010 wurde Das Klassentreffen der Weserwinzer als Beste Kurzgeschichte mit dem Kurd-Laßwitz-Preis ausgezeichnet.
Manski lebt seit 1984 in einem kleinen Ort in der flämischen Provinz Limburg. Er ist verheiratet und hat zwei erwachsene Töchter. Er ist gelernter Bankkaufmann, hat 10 Jahre lang bei einer Bank in Brüssel gearbeitet und ist inzwischen freier Übersetzer und Autor.

## Bibliografie
Kurzgeschichten
- Alles in einem Etui. In: Harald Buwert (Hrsg.): Maschinengeburten. Zeitspur-Verlag, 2004.
- Alles Vertigo. In: Die dunkle Seite. Website Verlag, 2004, ISBN 3-935982-27-5.
- Aquaviva. In: Die Wasser der Zukunft. Edition Ponte Novu, 2004, ISBN 3-00-014321-1.
- Dezibel. In: Walfred Goreng. Wurdack Verlag, 2004, ISBN 3-938065-04-4.
- Das Fax des FlugEngels, Die E-Saite des Rickenbacker. In: Man gönnt sich ja sonst nichts. Website Verlag, 2004, ISBN 3-935982-28-3.
- Der fünfte Stein. In: Hexe, Vampir & Magier und andere phantastische Wesen. Intrag, 2004, ISBN 0-972-74324-3.
- Drei Minuten Warnzeit, Welche ist näher. In: Zeitspur 2. Zeitspur-Verlag, 2004.
- Flecke auf dem Ring. In: Schattenseiten. Website Verlag, 2004, ISBN 3-935982-29-1.
- Joint Venture. In: ThunderYEAR 2003. Thunderbolt, 2004.
- Mein letzter Arbeitstag im Selbstmordinstitut. In: Noch einmal leben vor dem Sterben. Edition Ponte Novu, 2004, ISBN 3-00-012631-7.
- Flasken. In: Armin Rößler, Dieter Schmitt (Hrsg.): Überschuss. Wurdack Verlag, Dezember 2004, ISBN 3-938065-08-7.
- Reicht ein Quadratkilometer. In: Corona-Magazine Nr. 149, 2005.
- Roda. In: Golem & Goethe. Wurdack Verlag, 2005, ISBN 3-938065-13-3.
- Zant. In: Aus dem Alltag gesprengt. Website Verlag, 2005, ISBN 3-935982-34-8.
- Ordentlicher Lärm. In: Tabula Rasa. Wurdack Verlag, 2006, ISBN 3-938065-18-4.
- Lila Kurazao und C Tee C. In: Jon (Hrsg.): Entdeckungen … und andere Unwägbarkeiten der Zukunft. Web-Site-Verlag, November 2006, ISBN 3-935982-70-4.
- Die letzte Straßenschlacht vor der Sommerpause. In: Sugar Baby Love. Lerato, 2006, ISBN 3-938882-31-X.
- Hohenzollernbrücke. In: S.F.X. Wurdack Verlag, 2007, ISBN 3-938065-29-X.
- Nördlich von Norwegen. In: Eldorado. Phantastische Zeiten, 2008, ISBN 978-3-00-025014-9.
- Gaiakommunikation. In: Fanthas 2: Staubgeist Null. Gardeweg Verlag, 2008, ISBN 978-3-00-025299-0.
- Kalksteinträume. In: Das Glaskuppelprinzip. Saturia Verlag, 2008, ISBN 978-3-940830-02-9.
- Schollenregatta. In: Polkappen: Die letzte Scholle. Papierfresserchens MTM-Verlag, Toma Edition, 2008, ISBN 978-3-940367-45-7.
- Das Klassentreffen der Weserwinzer. In: Molekularmusik. Wurdack Verlag, 2009, ISBN 978-3-938065-47-1.
- Benefizkonzert. In: phantastisch! 34. Havemann-Verlag, 2009.
- 25 Bier. In: Das Wort. p.machinery, 2009, ISBN 978-3-839136-02-7.
- Urbania. In: Boa Esperança. p.machinery, 2009, ISBN 978-3-839136-03-4.
- Debit und Gebit. In: Der Chef ist auf Reisen. Phantastische Zeiten, 2009, ISBN 978-3-00-029379-5.
- Im Urknall war es still. In: Im Urknall war es still. Sarturia Verlag, 2010, ISBN 978-3-940830-04-3.
- Der Saxophonist vom Rathaus Neukölln. In: Hinterland. Wurdack-Verlag, 2010, ISBN 978-3-938065-69-3.
- Nachhaltigkeitsübergang. In: 3870. Sarturia-Verlag, 2010.
- Katzenfutter. In: Parallelwelten. vss-Verlag, 2010.
- Zeitlupenwiederholung. In: Heidrun Jänchen, Armin Rößler (Hrsg.): Emotio Science Fiction-Anthologie. Wurdack-Verlag, 2011, ISBN 978-3938065754.
- Eine Landebahn für den Albatros. In: Michael Schmidt (Hrsg.): Am Ende des Regens. Reihe: AndroSF 41. p.machinery, 2014, ISBN 978-3942533973.
- Korbball. In: Erik Schreiber (Hrsg.): Rund um die Welt in mehr als 80 SF-Geschichten. Saphir im Stahl, 2016, ISBN 978-3-943948-64-6.

Sachliteratur
- Die technische Entwicklung der Seidenverarbeitung in der Zeit der Industrialisierung. Magisterarbeit Freie Universität Berlin 1983.